# Dreifuß (Chemie)

Erhitzen von Flüssigkeiten im Labor

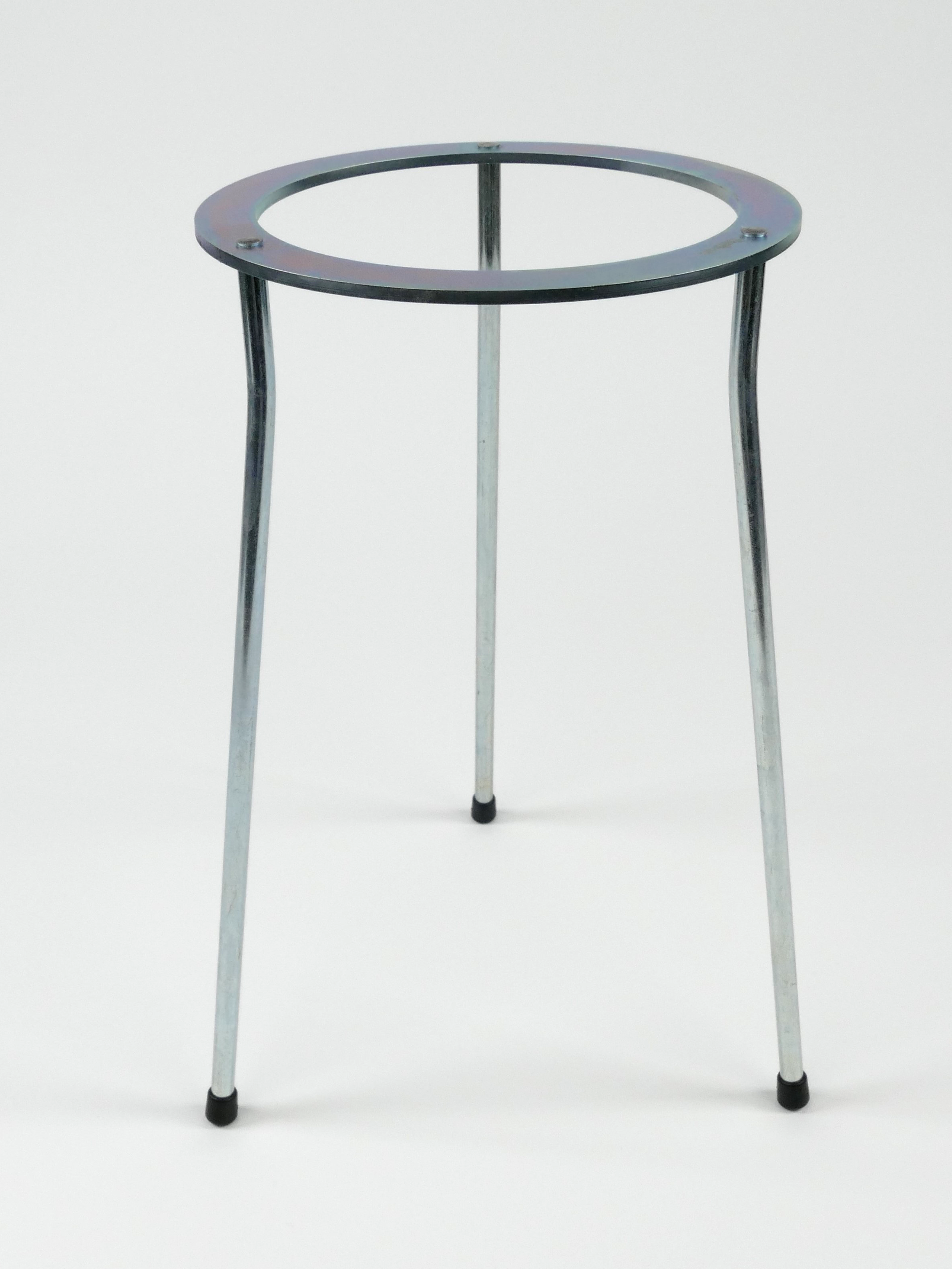
Runder Dreifuß aus Metall

Der Dreifuß wird im chemischen Labor benutzt. Er dient zum Unterstellen, wenn der Inhalt von Tiegeln, Abdampfschalen, Bechergläsern oder ähnlichen Laborgefäßen über einem Drahtnetz, einem Keramikdrahtnetz (früher Asbestdrahtnetz) oder im Tondreieck erhitzt werden sollen. Auch können Trichter (mit oder ohne Filtereinsatz) in einen Dreifuß eingesteckt werden, um z. B. Flüssigkeiten in ein Gefäß ablaufen zu lassen, in dem der Trichter keinen Halt findet.

## Ausführung, Handhabung
Dreifüße sind der Hitzebeständigkeit wegen durchwegs aus Eisen gefertigt und mit relativ hitzebeständigem Aluminium-Lack beschichtet, der einen gewissen Rostschutz herstellt, allerdings nur dort bestehen bleibt, wo die Beine nicht von den Flammen bestrichen werden.
Die Beinanzahl drei garantiert Wackelfreiheit auch auf Labortischen mit Keramikfliesen und Fugen. Um das Kippmoment und die Steife gegen Verformung auch im heißen Zustand ausreichend groß zu halten, werden die Beine aus Rundeisen mit typisch 8 mm Durchmesser gebildet und sind etwas ausgestellt. Eine Bauweise hat die Beine fix an den oben waagrecht liegenden Ring angeschweißt, der aus gleichem Material oder ähnlich starkem Blech gefertigt ist. Bei einer anderen, zerlegbaren Bauweise ist der oben flache Ring aus noch etwas hitzebeständigerem Eisenguss und weist unten 3 Verdickungen mit Sacklöchern auf, in die die Beine leicht schräg handfest eingeschraubt werden.
Ein geringfügig nachgebendes und die Flammenhitze vergleichmässigendes Keramikdrahtnetz schafft am Dreibein eine gute Auflagebasis für ein Glasgefäß mit flachem Boden. Um einen konisch-bauchigen Keramiktiegel verschieblich in die Flamme zu halten, dient ein Keramikdreieck.
Ins Dreibein wird ein Gasbrenner meist so eingestellt, dass er mit der rechten Hand bedienbar und dank Schlauch-Schlaufe herausziehbar bleibt.
Eine Alternative zu einem Dreibein mit identischer Funktion ist der typisch gusseiserne Stativring, der mittels Kreuzklemme an Stativ oder Stativstange befestigt ist.

## Verwendung
Die Höhe der Dreifüße ist so zu wählen, dass die zu erwärmenden Gefäße samt Inhalt noch optimal von der Flamme des Brenners (z. B. Bunsenbrenner) erhitzt werden können. Eine Höhe von 220 bis 240 mm ist bei üblichen Gasbrennern günstig.